# Space Invader 2
Space Invader 2 est un parcours de montagnes russes en intérieur du parc Pleasure Beach, Blackpool, situé à Blackpool, dans le Lancashire, au Royaume-Uni. Exploité de 1984 à 2008, il portait le nom de Space Invader jusqu'en 2003. L'attraction est restée hors fonction en 2009 et 2010.
Depuis 2011, ces montagnes russes sont proposées au public dans le parc anglais Brean Leisure Park (en).

## Le circuit
L'attraction a été construite en 1984 et a été rénovée en 2003 par Kumbak et renommée la même année. Après avoir quitté la gare, les wagons effectuaient un virage à 90° vers la droite, puis gravissaient le lift hill, les trains descendaient ensuite une pente de 20 mètres inclinée à 36°. L'attraction franchissait ensuite plusieurs descentes, virages incurvés et hélices avant que les trains n'atteignent les freins puis retournent en gare. 
Space Invader 2 fonctionnaient avec des wagons. Les passagers étaient alignés par trois et retenus avec une barre de protection T-bar. Avant 2003, les wagons pouvaient contenir quatre personnes en ligne et les passagers étaient retenus par une ceinture de sécurité.

## Statistiques
- Accident : le 11 juillet 2000, un enfant de 11 ans, Christopher Sheratt est mort après être tombé du wagon. L'enquête a démontré qu'il avait paniqué dans le noir et avait détaché sa ceinture.